# Erich Waske
Erich Waske (* 24. Januar 1889 in Berlin; † 26. Juni 1978 ebenda) war ein deutscher Maler. Er gehörte zu den Expressionisten der ersten Stunde, die unter der Gruppenbezeichnung „Berliner Sezession“, „Die Brücke“ und „Neue Berliner Secession“ bekannt geworden sind.

## Biografie
Erich Waske studierte an der Hochschule für Bildende Künste in Berlin-Charlottenburg von 1906 bis 1908. 1909 hielt er sich für ein halbes Jahr in München und Schleißheim auf. Es folgte 1909/1910 der Infanteriedienst in Braunschweig. 1910 debütierte er mit einem Bild auf der „Zurückgewiesene der Secession Berlin 1910“, die die neugegründete „Neue Secession Berlin“ veranstaltete, 1911 beteiligte er sich an einer Ausstellung der „Münchner Secession“. 1912 ging Waske zu Studienzwecken für ein halbes Jahr nach Paris. Zurückgekehrt nach Berlin, beteiligte er sich regelmäßig an den Ausstellungen der „Neuen Secession“, deren Mitglied er von 1918 bis 1933 war sowie an den Ausstellungen der Berliner Akademie. 1927 war er auch bei der Großen Berliner Kunstausstellung vertreten. Waske stellte in diesem Zusammenhang u. a. neben Ernst Ludwig Kirchner, Erich Heckel, Max Pechstein und Karl Schmidt-Rottluff aus. Seine Bilder wurden in einer Ausstellung in Hannover im Jahre 1929 teilweise höher gehandelt als die jener heute noch gut bekannten Malerkollegen. Die Berliner Sezession widmete ihm 1931 eine Einzelausstellung in der Berliner Galerie X Y. Erich Waske war auch Mitglied im Deutschen Künstlerbund, stellte u. a. auf der DKB-Jahresausstellung 1929 im Kölner Staatenhaus am Rheinpark aus und beteiligte sich noch 1936 an der letzten Jahresausstellung im Hamburger Kunstverein, die von der Reichskunstkammer vorzeitig zwangsgeschlossen wurde.
1937 wurden in der NS-Aktion „Entartete Kunst“ nachweislich aus Nationalgalerie Berlin (Kronprinzen-Palais), dem Stadtbesitz von Berlin und der Kunsthalle Hamburg drei Werke Waskes beschlagnahmt, zwei davon danach zerstört.
Die Diskriminierung als „entarteter Künstler“ sowie die Zerstörung von Wohnung und Atelier während eines Bombenangriffs auf Berlin 1943 sowie die Evakuierung des Künstlers nach Ostpreußen von 1943 bis 1946 boten der erfolgreichen Karriere Einhalt.
Waske malte Stillleben, Figuren, Landschaften. In seinen Landschaften kehrt das Motiv des ausbrechenden Vulkans und der sich aus dem Meer erhebenden Kraterinseln vulkanischen Ursprungs immer wieder. Es war für ihn ein Symbol der Schöpfungskraft der Natur, als deren dämonische zweite Seite die Urgewalt des Gewitters und des Seesturms gesehen werden kann, auch ein häufig wiederkehrendes Motiv. Waske war ein „Farbensymphoniker“, der stark expressive neben stumpfe Farben setzte. Farbgebung und Formfindung sind vergleichbar mit Ölbildern von Schmidt-Rottluff. Will Grohmann prägte für Waskes Kunst den Begriff „abgewandelter Brücke-Stil“. Sein grafisches Œuvre besteht vor allem aus den Mappenwerken Die Offenbarung des Johannes (12 Kupferdrucke), Die Legende vom Barmherzigen Samariter (5 Aquarelle), und dem Zyklus Simson (16 Lithografien).
Waske war ebenfalls als Entwerfer für Glasfenster, Mosaiken und Wandbilder tätig, 1929 erhielt er den Ersten Preis im Deutschen Wettbewerb der Glasmalerei. Zu seinen wichtigen Arbeiten für Architektur zählten die Ausmalung des Triumphbogens in der evangelischen Kirche am Hohenzollernplatz in Berlin-Wilmersdorf des Architekten Fritz Höger sowie der Entwurf von 1935 für den monumentalen, 60 Meter langen Wandfries des Tannenberg-Denkmals, der wegen des Ausbruchs des Zweiten Weltkriegs allerdings nicht zur Ausführung kam. 
Nach Kriegsende hatte er noch zwei kleine Einzelausstellungen im Rathaus Schöneberg (1951 und 1953) und nahm ein letztes Mal an der Großen Berliner Kunstausstellung 1959 in den Messehallen am Funkturm teil.
Gegenwärtig ist Erich Waske weithin vergessen. Nicht zuletzt die nationalsozialistische Kulturpolitik („Entartete Kunst“) hat dazu beigetragen. Nach dem Krieg hat er Arbeiten zur Ausgestaltung Berliner Schulen ausgeführt. Viel mehr ist in den gängigen Künstlerlexika über sein Leben und seine Werke nach dem Zweiten Weltkrieg nicht zu finden. Nur hie und da versuchen Galerien, ihn wieder ins Bewusstsein der kunstinteressierten Öffentlichkeit zu rücken.

## Werke

### 1937 als „entartet“ beschlagnahmte Werke
- Dreimastschoner bei Sonnenuntergang (Tafelbild, Öl, 1931; zerstört)[9]
- Hirt (Tafelbild)
- Eiffelturm (Zeichnung, zerstört)

### Weitere Werke in öffentlichen Sammlungen (Auswahl)
- Hafenmole/Abend auf der Mole (Öl auf Leinwand, 91 × 110,5 cm, 1931; Nationalgalerie Berlin)[10]
- Damenbildnis (Öl auf Karton, 97 × 72 cm, 1933; Museum Kunst der Verlorenen Generation, Salzburg)[11]
- Schiffer am Meer (Zeichnung, Feder über Bleistift, 21,5 × 16,5 cm; Kunstsammlung der Universität Göttingen)[10]